# Mark Farren
Mark Farren (Donegal, 1 de maig de 1982-3 de febrer de 2016) va ser un futbolista irlandès que jugava en la demarcació de davanter.

## Biografia
Va començar a formar-se com a futbolista en la pedrera del Tranmere Rovers FC i del Huddersfield Town FC, fins que finalment l'any 2000 va fitxar pel Finn Harps FC, amb el qual va fer el seu debut com a futbolista professional, jugant el seu primer i únic partit amb el club. Després d'un breu pas pel Monaghan United FC i de gaudir de pocs minuts amb el club, en 2003 va fitxar pel Derry City FC. Amb l'equip va guanyar dos Copes d'Irlanda, cinc Copes de la Lliga d'irlanda i una Lliga de Primera Divisió d'Irlanda. A més va arribar a convertir-se en el màxim golejador de la Lliga irlandesa de futbol en 2008 després de marcar 16 gols. En 2013 va fitxar pel Glenavon FC, últim club en el qual va jugar, retirant-se finalment en 2014.
Farren patia de càncer, i després de lluitar durant diversos anys amb la malaltia, va morir finalment el 3 de febrer de 2016 als 33 anys a causa d'un tumor cerebral.

## Clubs
| Club               | País             | Any         | Partits | Gols |
| ------------------ | ---------------- | ----------- | ------- | ---- |
| Finn Harps FC      | Irlanda del Nord | 2000 - 2001 | 1       | 0    |
| Monaghan United FC | Irlanda del Nord | 2001 - 2003 | 7       | 1    |
| Derry City FC      | Irlanda del Nord | 2003 - 2012 | 209     | 114  |
| Glenavon FC        | Irlanda del Nord | 2013 - 2014 | 15      | 10   |

## Palmarès

### Campionats nacionals
| Títol                              | Club          | País    | Any  |
| ---------------------------------- | ------------- | ------- | ---- |
| Copa d'Irlanda                     | Derry City FC | Irlanda | 2006 |
| Copa d'Irlanda                     | Derry City FC | Irlanda | 2012 |
| Copa de la Lliga d'Irlanda         | Derry City FC | Irlanda | 2005 |
| Copa de la Lliga d'Irlanda         | Derry City FC | Irlanda | 2006 |
| Copa de la Lliga d'Irlanda         | Derry City FC | Irlanda | 2007 |
| Copa de la Lliga d'Irlanda         | Derry City FC | Irlanda | 2008 |
| Copa de la Lliga d'Irlanda         | Derry City FC | Irlanda | 2011 |
| Lliga de Primera Divisió d'Irlanda | Derry City FC | Irlanda | 2010 |

### Distincions individuals
| Títol                                           | Club          | País    | Any  |
| ----------------------------------------------- | ------------- | ------- | ---- |
| Màxim golejador de la Lliga Irlandesa de Futbol | Derry City FC | Irlanda | 2008 |